# Список глав манги Gunnm
Манга Battle Angel Alita (Gunnm) была впервые опубликована в журнале Business Jump, который принадлежит издательству Shueisha. Это первоначальная версия, вышедшая до GUNNM: Gaiden (объединённой позже с изначальной версией под названием Complete Edition).

## Первоначальная версия
| № | В Японии | В Японии | В Северной Америке | В Северной Америке |
| № | Дата публикации | ISBN | Дата публикации | ISBN |
| --- | --- | --- | --- | --- |
| 01 | 24 сентября 1991 | ISBN 4-08-875071-3 | 1994 год | ISBN 1-56931-003-3 |
| - Fight 1: Rusty Angel (яп. 錆びた天使 Sabita Tenshi) - Fight 2: Fight on Instinct (яп. 戦いの血 Tatakai no Chi) - Fight 3: Only Value (яп. 価値あるもの Kachi Aru Mono) - Fight 4: Resurgents (яп. 甦る狂戦士 Yomigaeru Bāsākā) - Fight 5: Sanctuary of Drain (яп. 奈落の罠 Naraku no Wana) - Fight 6: Battle Angel (яп. 戦う天使 Tatakau Tenshi) | - Fight 1: Rusty Angel (яп. 錆びた天使 Sabita Tenshi) - Fight 2: Fight on Instinct (яп. 戦いの血 Tatakai no Chi) - Fight 3: Only Value (яп. 価値あるもの Kachi Aru Mono) - Fight 4: Resurgents (яп. 甦る狂戦士 Yomigaeru Bāsākā) - Fight 5: Sanctuary of Drain (яп. 奈落の罠 Naraku no Wana) - Fight 6: Battle Angel (яп. 戦う天使 Tatakau Tenshi) | - Fight 1: Rusty Angel (яп. 錆びた天使 Sabita Tenshi) - Fight 2: Fight on Instinct (яп. 戦いの血 Tatakai no Chi) - Fight 3: Only Value (яп. 価値あるもの Kachi Aru Mono) - Fight 4: Resurgents (яп. 甦る狂戦士 Yomigaeru Bāsākā) - Fight 5: Sanctuary of Drain (яп. 奈落の罠 Naraku no Wana) - Fight 6: Battle Angel (яп. 戦う天使 Tatakau Tenshi) | - Оригинальное название тома: Gunnm: Rusty Angel (яп. 錆びた天使, «Ржавый ангел») - Название Viz: Battle Angel Alita                                              | - Оригинальное название тома: Gunnm: Rusty Angel (яп. 錆びた天使, «Ржавый ангел») - Название Viz: Battle Angel Alita                                              |
| Доктор Идо находит на помойке, куда сваливается весь мусор из Небесного города, останки киборга-женщины: безволосую голову, грудь и шею. Принеся её к себе, он заключает, что это старая модель 200—300 летней давности, и что мозг каким-то чудом находится в спячке. После пробуждения выясняется, что киборг ничего не помнит, и Идо даёт ей кошачье имя «Гали». | | | | |
| 02 | 24 февраля 1992 | ISBN 4-08-875072-1 | 1994 год | ISBN 1-56931-049-1 |
| - Fight 7: Tears Sign (яп. 天使の涙 Tenshi no Namida) - Fight 8: Out of Blue Sky (яп. 空を見た少年 Sora o Mita Shōnen) - 1. Running Wild - Fight 9: Iron Maiden (яп. 鋼鉄の処女 Kōtetsu no Shojo) - 2. Awakening Heart - Fight 10: Rainy Days (яп. 逃亡者ユーゴ Tōbōsha Yūgo) - 3. Fugitive of Dreams - Fight 11: Guilty Dreams (яп. 苦い夢 Nigai Yume) - 4. Broken Hearts | - Fight 7: Tears Sign (яп. 天使の涙 Tenshi no Namida) - Fight 8: Out of Blue Sky (яп. 空を見た少年 Sora o Mita Shōnen) - 1. Running Wild - Fight 9: Iron Maiden (яп. 鋼鉄の処女 Kōtetsu no Shojo) - 2. Awakening Heart - Fight 10: Rainy Days (яп. 逃亡者ユーゴ Tōbōsha Yūgo) - 3. Fugitive of Dreams - Fight 11: Guilty Dreams (яп. 苦い夢 Nigai Yume) - 4. Broken Hearts | - Fight 7: Tears Sign (яп. 天使の涙 Tenshi no Namida) - Fight 8: Out of Blue Sky (яп. 空を見た少年 Sora o Mita Shōnen) - 1. Running Wild - Fight 9: Iron Maiden (яп. 鋼鉄の処女 Kōtetsu no Shojo) - 2. Awakening Heart - Fight 10: Rainy Days (яп. 逃亡者ユーゴ Tōbōsha Yūgo) - 3. Fugitive of Dreams - Fight 11: Guilty Dreams (яп. 苦い夢 Nigai Yume) - 4. Broken Hearts | - Оригинальное название тома: Gunnm: Iron Maiden (яп. 鋼鉄の処女, «Железная дева») - Название Viz: Battle Angel Alita: Tears of an Angel (Слёзы ангела)           | - Оригинальное название тома: Gunnm: Iron Maiden (яп. 鋼鉄の処女, «Железная дева») - Название Viz: Battle Angel Alita: Tears of an Angel (Слёзы ангела)           |
| Во время очередной охоты Гали оказывается на цветочной поляне возле заброшенной фабрики. Она лежит на поляне, любуясь небом и цветами, и случайно знакомится с Юго (в OVA она с ним уже знакома). Гали не знает, что Юго вместе с двумя сообщниками занимаются тем, что под видом торговцев смазкой нападают на киборгов, а затем, вынув их спинной мозг, анонимно вызывают врача. Но однажды одиноким прохожим, которого они заманили в ловушку, оказывается профессиональный охотник за головами, в результате схватки помощники Юго гибнут, а с него самого сорвана маска. Юго получает ранение в плечо, но ему удаётся убежать. Теперь за него назначена награда в 80 тыс. Это очень расстроило Гали, которая сама является охотником за головами. | | | | |
| 03 | 22 июля 1992 | ISBN 4-08-875073-X | 1995 год | ISBN 1-56931-092-0 |
| - Fight 12: Beyond the Sky (яп. 雲の彼方 Kumo no Kanata) - 5. Lost Lives - Fight 13: Killing Angel (яп. 殺戮の天使 Satsuriku no Tenshi) - Race 1: Discovery - Fight 14: The King of Kings (яп. 帝王謁見 Teiō Ekken) - Race 2: New Alliance - Fight 15: Work to Rule (яп. 頭蓋骨勝負 Zugaikotsu Shōbu) - Race 3: Work to rule - Fight 16: Risk One's Heart (яп. ハートはひとつ Hāto wa Hitotsu) - Race 4: To Kill or to Win - Fight 17: Second Stage (яп. 挑戦者への道 Chōsensha e no Michi) - Race 5: Risking All | - Fight 12: Beyond the Sky (яп. 雲の彼方 Kumo no Kanata) - 5. Lost Lives - Fight 13: Killing Angel (яп. 殺戮の天使 Satsuriku no Tenshi) - Race 1: Discovery - Fight 14: The King of Kings (яп. 帝王謁見 Teiō Ekken) - Race 2: New Alliance - Fight 15: Work to Rule (яп. 頭蓋骨勝負 Zugaikotsu Shōbu) - Race 3: Work to rule - Fight 16: Risk One's Heart (яп. ハートはひとつ Hāto wa Hitotsu) - Race 4: To Kill or to Win - Fight 17: Second Stage (яп. 挑戦者への道 Chōsensha e no Michi) - Race 5: Risking All                                                                                               | - Fight 12: Beyond the Sky (яп. 雲の彼方 Kumo no Kanata) - 5. Lost Lives - Fight 13: Killing Angel (яп. 殺戮の天使 Satsuriku no Tenshi) - Race 1: Discovery - Fight 14: The King of Kings (яп. 帝王謁見 Teiō Ekken) - Race 2: New Alliance - Fight 15: Work to Rule (яп. 頭蓋骨勝負 Zugaikotsu Shōbu) - Race 3: Work to rule - Fight 16: Risk One's Heart (яп. ハートはひとつ Hāto wa Hitotsu) - Race 4: To Kill or to Win - Fight 17: Second Stage (яп. 挑戦者への道 Chōsensha e no Michi) - Race 5: Risking All                                                                                               | - Оригинальное название тома: Gunnm: Killing Angel (яп. 殺戮の天使, «Убивающий ангел») - Название Viz: Battle Angel Alita: Killing Angel                          | - Оригинальное название тома: Gunnm: Killing Angel (яп. 殺戮の天使, «Убивающий ангел») - Название Viz: Battle Angel Alita: Killing Angel                          |
| После истории с Юго Гали пропала. Идо отправляется на поиски и забредает в Западный Сектор, где обнаруживает, что Гали участвует в экстремальном спорте — моторболе под псевдонимом Убивающий Ангел. Одновременно девушка Сюмира (シュミラ), которую спас Идо во время поисков Гали, оказывается сестрой чемпиона высшей лиги моторбола по имени Дзясюган (ジャシュガン). | | | | |
| 04 | 24 мая 1993 | ISBN 4-08-875074-8 | 1995 год | ISBN 1-56931-082-3 |
| - Fight 18: Martial Ball (яп. 舞闘祭 Butōsai) - Race 1: Face of Evil/Touch of Cruelty - Fight 19: Red Zone (яп. 風の領域 Kaze no Ryōiki) - Race 2: Fight Like the Wind - Fight 20: Tradition (яп. 夢を継ぐ者 Yume o Tsugu Mono) - Race 3: Tradition - Fight 21: Out Sider (яп. アウトサイダー Auto Saidā) - Race 4: Mistery Dance - Fight 22: Ars Magna (яп. 炎の中に立つ男 Honō no Naka ni Tatsu Otoko) - Race 5: The Ultimate Art | - Fight 18: Martial Ball (яп. 舞闘祭 Butōsai) - Race 1: Face of Evil/Touch of Cruelty - Fight 19: Red Zone (яп. 風の領域 Kaze no Ryōiki) - Race 2: Fight Like the Wind - Fight 20: Tradition (яп. 夢を継ぐ者 Yume o Tsugu Mono) - Race 3: Tradition - Fight 21: Out Sider (яп. アウトサイダー Auto Saidā) - Race 4: Mistery Dance - Fight 22: Ars Magna (яп. 炎の中に立つ男 Honō no Naka ni Tatsu Otoko) - Race 5: The Ultimate Art | - Fight 18: Martial Ball (яп. 舞闘祭 Butōsai) - Race 1: Face of Evil/Touch of Cruelty - Fight 19: Red Zone (яп. 風の領域 Kaze no Ryōiki) - Race 2: Fight Like the Wind - Fight 20: Tradition (яп. 夢を継ぐ者 Yume o Tsugu Mono) - Race 3: Tradition - Fight 21: Out Sider (яп. アウトサイダー Auto Saidā) - Race 4: Mistery Dance - Fight 22: Ars Magna (яп. 炎の中に立つ男 Honō no Naka ni Tatsu Otoko) - Race 5: The Ultimate Art | - Оригинальное название тома: Gunnm: Ars Magna (яп. 炎の中に立つ男, лат. «Великое искусство») - Название Viz: Battle Angel Alita: Angel of Victory (Ангел победы) | - Оригинальное название тома: Gunnm: Ars Magna (яп. 炎の中に立つ男, лат. «Великое искусство») - Название Viz: Battle Angel Alita: Angel of Victory (Ангел победы) |
| Гали попала во вторую лигу моторбола и стремится в высшую. Идо, считающий её своей дочерью, очень хочет вернуть Гали домой. Он считает, что единственный путь — добиться её поражения в игре, поэтому становится спортивным врачом Дзясюгана (ジャシュガン). В то же время должен состояться прощальный матч с Дзясюганом, непобеждённым чемпионом высшей лиги, который смертельно болен. Чувствуя близкий конец, он желает уйти красиво и сразиться в мачте против пяти игроков, одна из которых — Гали. | | | | |
| 05 | 22 сентября 1993 | ISBN 4-08-875075-6 | 1996 год | ISBN 1-56931-053-X |
| - Fight 23: Lost Sheep (яп. 復讐の季節 Fukushū no Kisetsu) - Cycle 1: Lost Sheep - Fight 24: Dog Master (яп. 贖いのしらべ Aganai no Shirabe) - Cycle 2: Melody of Redemption - Fight 25: Laboratory (яп. 業のフラスコ Karuma no Furasuko) - Cycle 3: Laboratory - Fight 26: Crumble (яп. 崩壊 Hōkai) - Cycle 4: Reality Crumbles - Fight 27: Scapegoat (яп. 贖罪の山羊 Shokuzai no Yagi) - Cycle 5: Scapegoat - Fight 28: Face the Facts (яп. 激突 Gekitotsu) - Cycle 6: Face the facts - Fight 29: Lion and the Lamb (яп. 強き者と弱き者のために Tsuyoki Mono to Yowaki Mono no Tame ni) - Cycle 7: New Angels | - Fight 23: Lost Sheep (яп. 復讐の季節 Fukushū no Kisetsu) - Cycle 1: Lost Sheep - Fight 24: Dog Master (яп. 贖いのしらべ Aganai no Shirabe) - Cycle 2: Melody of Redemption - Fight 25: Laboratory (яп. 業のフラスコ Karuma no Furasuko) - Cycle 3: Laboratory - Fight 26: Crumble (яп. 崩壊 Hōkai) - Cycle 4: Reality Crumbles - Fight 27: Scapegoat (яп. 贖罪の山羊 Shokuzai no Yagi) - Cycle 5: Scapegoat - Fight 28: Face the Facts (яп. 激突 Gekitotsu) - Cycle 6: Face the facts - Fight 29: Lion and the Lamb (яп. 強き者と弱き者のために Tsuyoki Mono to Yowaki Mono no Tame ni) - Cycle 7: New Angels | - Fight 23: Lost Sheep (яп. 復讐の季節 Fukushū no Kisetsu) - Cycle 1: Lost Sheep - Fight 24: Dog Master (яп. 贖いのしらべ Aganai no Shirabe) - Cycle 2: Melody of Redemption - Fight 25: Laboratory (яп. 業のフラスコ Karuma no Furasuko) - Cycle 3: Laboratory - Fight 26: Crumble (яп. 崩壊 Hōkai) - Cycle 4: Reality Crumbles - Fight 27: Scapegoat (яп. 贖罪の山羊 Shokuzai no Yagi) - Cycle 5: Scapegoat - Fight 28: Face the Facts (яп. 激突 Gekitotsu) - Cycle 6: Face the facts - Fight 29: Lion and the Lamb (яп. 強き者と弱き者のために Tsuyoki Mono to Yowaki Mono no Tame ni) - Cycle 7: New Angels | - Оригинальное название тома: Gunnm: Lost Sheep (яп. 復讐の季節, «Заблудшая овечка») - Название Viz: Battle Angel Alita: Angel of Redemption (Ангел спасения)     | - Оригинальное название тома: Gunnm: Lost Sheep (яп. 復讐の季節, «Заблудшая овечка») - Название Viz: Battle Angel Alita: Angel of Redemption (Ангел спасения)     |
| Запан влюбился. И влюбился в девушку, которая не выносит насилия, поэтому теперь он пытается изменить свою жизнь и стать гуманным и милосердным: вместе с возлюбленной работает в благотворительной организации, разливая бездомным бесплатный суп. Начинается телетрансляция прощального матча Дзясюгана (ジャシュガン), в котором показывают Гали, от чего Запан, вспомнив, как Гали снесла ему лицо, впадает в истерику, размахивает руками и нечаянно попадает своей бронированной, многократно усиленной кибернетической рукой по голове девушки и сносит её начисто… Он винит во всем Гали и мечтает отомстить. С другой стороны, за голову Запана уже назначена награда в 50000 и он вынужден скрываться от охотников за головами. К сожалению, у Гали больше нет тела киборга-берсеркера, так как она поменяла тела во время игры в моторбол, а покойный тренер, убитый фанатом-болельщиком (принял на себя выстрел из самопала, предназначенный Гали), успел тайком то ли продать, то ли заложить тело. Только через два года напряженных поисков выясняется, что теперь этим телом владеет некий Десути Нова. | | | | |
| 06 | 24 января 1994 | ISBN 4-08-875076-4 | 1996 год | ISBN 1-56931-127-7 |
| - Fight 30: Yellow Door (яп. 審判の日 Shinpan no Hi) - Journey 1: Judgment Day - Fight 31: Evil Angel (яп. 死の天使 Shi no Tenshi) - Journey 2: Descent - Fight 32: Wild West Heros (яп. 荒野の三人 Kōya no Sannin) - Journey 3: Pride - Fight 33: Dog Eats Dog (яп. 地獄の野獣 Jigoku no Yajū) - Journey 4: Dog Eat Dog - Fight 34: Betrayer (яп. 裏切りの大地 Uragiri no Daichi) - Journey 5: Cowardice - Fight 35: Rain Maker (яп. 自由への道 Jiyū e no Michi) - Journey 6: Freedom Road | - Fight 30: Yellow Door (яп. 審判の日 Shinpan no Hi) - Journey 1: Judgment Day - Fight 31: Evil Angel (яп. 死の天使 Shi no Tenshi) - Journey 2: Descent - Fight 32: Wild West Heros (яп. 荒野の三人 Kōya no Sannin) - Journey 3: Pride - Fight 33: Dog Eats Dog (яп. 地獄の野獣 Jigoku no Yajū) - Journey 4: Dog Eat Dog - Fight 34: Betrayer (яп. 裏切りの大地 Uragiri no Daichi) - Journey 5: Cowardice - Fight 35: Rain Maker (яп. 自由への道 Jiyū e no Michi) - Journey 6: Freedom Road | - Fight 30: Yellow Door (яп. 審判の日 Shinpan no Hi) - Journey 1: Judgment Day - Fight 31: Evil Angel (яп. 死の天使 Shi no Tenshi) - Journey 2: Descent - Fight 32: Wild West Heros (яп. 荒野の三人 Kōya no Sannin) - Journey 3: Pride - Fight 33: Dog Eats Dog (яп. 地獄の野獣 Jigoku no Yajū) - Journey 4: Dog Eat Dog - Fight 34: Betrayer (яп. 裏切りの大地 Uragiri no Daichi) - Journey 5: Cowardice - Fight 35: Rain Maker (яп. 自由への道 Jiyū e no Michi) - Journey 6: Freedom Road | - Оригинальное название тома: Gunnm: Rainmaker (яп. 自由への道, «Вызывающая дождь») - Название Viz: Battle Angel Alita: Angel of Death (Ангел смерти)             | - Оригинальное название тома: Gunnm: Rainmaker (яп. 自由への道, «Вызывающая дождь») - Название Viz: Battle Angel Alita: Angel of Death (Ангел смерти)             |
| Гали приговорена к смертной казни за использование огнестрельного оружия, но поскольку роботы с фабрики поймали её в тяжелораненом состоянии, то за голову не стали назначать награду, а просто забрали на фабрику. Гали сначала теряет сознание, а затем, очнувшись, обнаруживает, что находится в серой комнате с кроватью, с… человеческим телом, вместо своего кибернетического. Изумленная Гали решает, что это сон и решает прилечь на кровать, но тут на стене включается экран. Человек со знаком Салема на лбу сообщает, что она в виртуальной реальности, а мозг и всё что, осталось после схватки с берсеркером, медленно умирают на мусороперерабатывающей фабрике. После чего обещает спасти Гали и дать новое тело, если она согласиться стать форсированным агентом Салема. Время на раздумье есть, но Гали все равно долго не выдержит без медицинской помощи. В знак согласия ей нужно пройти в жёлтую дверь на другом конце комнаты. | | | | |
| 07 | 24 апреля 1994 | ISBN 4-08-875077-2 | 1997 год | ISBN 1-56931-178-1 |
| - Fight 36: The Groundling (яп. 空仰ぐ者等 Sora Aogu Monora) - Mission 1: Earthbound - Fight 37: Radio K.A.O.S. (яп. 荒野の歌人 Kōya no Utabito) - Mission 2: Reunion - Fight 38: Undercurrent (яп. 地底の渾沌 Chitei no Konton) - Mission 3: Obsession - Fight 39: Panzer Bride (яп. 機甲花嫁 Kikō Hanayome) - Mission 4: Loyalties - Fight 40: Fork of a Road (яп. 訣別 Ketsubetsu) - Mission 5: Choices - Fight 41: Dual Man (яп. 生命の甘き果実 Seimei no Amaki Kajitsu) - Mission 6: Duality | - Fight 36: The Groundling (яп. 空仰ぐ者等 Sora Aogu Monora) - Mission 1: Earthbound - Fight 37: Radio K.A.O.S. (яп. 荒野の歌人 Kōya no Utabito) - Mission 2: Reunion - Fight 38: Undercurrent (яп. 地底の渾沌 Chitei no Konton) - Mission 3: Obsession - Fight 39: Panzer Bride (яп. 機甲花嫁 Kikō Hanayome) - Mission 4: Loyalties - Fight 40: Fork of a Road (яп. 訣別 Ketsubetsu) - Mission 5: Choices - Fight 41: Dual Man (яп. 生命の甘き果実 Seimei no Amaki Kajitsu) - Mission 6: Duality | - Fight 36: The Groundling (яп. 空仰ぐ者等 Sora Aogu Monora) - Mission 1: Earthbound - Fight 37: Radio K.A.O.S. (яп. 荒野の歌人 Kōya no Utabito) - Mission 2: Reunion - Fight 38: Undercurrent (яп. 地底の渾沌 Chitei no Konton) - Mission 3: Obsession - Fight 39: Panzer Bride (яп. 機甲花嫁 Kikō Hanayome) - Mission 4: Loyalties - Fight 40: Fork of a Road (яп. 訣別 Ketsubetsu) - Mission 5: Choices - Fight 41: Dual Man (яп. 生命の甘き果実 Seimei no Amaki Kajitsu) - Mission 6: Duality | - Оригинальное название тома: Gunnm: Panzer Bride (яп. 機甲花嫁, «Бронированная невеста») - Название Viz: Battle Angel Alita: Angel of Chaos (Ангел хаоса)        | - Оригинальное название тома: Gunnm: Panzer Bride (яп. 機甲花嫁, «Бронированная невеста») - Название Viz: Battle Angel Alita: Angel of Chaos (Ангел хаоса)        |
| Прошло десять лет с тех пор как Гали открыла жёлтую дверь и согласилась стать форсированным агентом Салема. Она хочет найти Идо, чей труп увез с собой Десути, пообещав реанимировать. Она получила от Салема новое тело, которое не только может получать разведданные со спутников, но и оснащено сканерами и разнообразными роботами-инсектоидами. Такие роботы выполняют разведывательные функции и способны атаковать как в качестве самонаводящихся снарядов, так и в качестве самоустанавливающихся мин-растяжек. В случае осложнений, Гали также может получить авиаподдержку — беспилотный летательный аппарат с лазерной пушкой. Недостатков же у нового тела всего два: во-первых, оператор видит и слышит всё то же, что и она; во-вторых, в случае непослушания оператор может дистанционно добиться у Гали болевого шока. Главная цель её миссии как агента — найти профессора Десути Нова, когда-то сбежавшего из Салема. А сейчас она уже много дней находиться в пустыне (за пределами нижнего города) и ищет логово вооружённой банды, которая оснащена бронетехникой и нападает на поезда, поставляющие пищевые продукты и сырьё с ферм и шахт в Салем. По слухам, именно профессор Десути поставляет этой банде оружие, изготовленное по забытым технологиям. | | | | |
| 08 | 24 сентября 1994 | ISBN 4-08-875078-0 | 1997 год | ISBN 1-56931-243-5 |
| - Fight 42: Promise (яп. 最後のラジオ Saigo no Rajio) - Fight 1: Promise - Fight 43: Testament (яп. 水辺の村で Mizube no Mura de) - Fight 2: Good-byes - Fight 44: Solid State (яп. 獣の後継 Kemono no Kōkei) - Fight 3: Evolution - Fight 45: Insanity Being (яп. 狂気の一千の貌 Kyōki no Issen no Kao) - Fight 4: Revolution - Fight 46: War Chronicle (яп. 馬借戦記 Bājakku Senki) - Fight 5: Death’s Embrace - Fight 47: Ouroboros (яп. 夢と鋼 Yume to Hagane) - Fight 6: Dreams and Steel | - Fight 42: Promise (яп. 最後のラジオ Saigo no Rajio) - Fight 1: Promise - Fight 43: Testament (яп. 水辺の村で Mizube no Mura de) - Fight 2: Good-byes - Fight 44: Solid State (яп. 獣の後継 Kemono no Kōkei) - Fight 3: Evolution - Fight 45: Insanity Being (яп. 狂気の一千の貌 Kyōki no Issen no Kao) - Fight 4: Revolution - Fight 46: War Chronicle (яп. 馬借戦記 Bājakku Senki) - Fight 5: Death’s Embrace - Fight 47: Ouroboros (яп. 夢と鋼 Yume to Hagane) - Fight 6: Dreams and Steel | - Fight 42: Promise (яп. 最後のラジオ Saigo no Rajio) - Fight 1: Promise - Fight 43: Testament (яп. 水辺の村で Mizube no Mura de) - Fight 2: Good-byes - Fight 44: Solid State (яп. 獣の後継 Kemono no Kōkei) - Fight 3: Evolution - Fight 45: Insanity Being (яп. 狂気の一千の貌 Kyōki no Issen no Kao) - Fight 4: Revolution - Fight 46: War Chronicle (яп. 馬借戦記 Bājakku Senki) - Fight 5: Death’s Embrace - Fight 47: Ouroboros (яп. 夢と鋼 Yume to Hagane) - Fight 6: Dreams and Steel | - Оригинальное название тома: Gunnm: War Chronicle (яп. 馬借戦記, «Хроники войны») - Название Viz: Battle Angel Alita: Fallen Angel (Падший ангел)                | - Оригинальное название тома: Gunnm: War Chronicle (яп. 馬借戦記, «Хроники войны») - Название Viz: Battle Angel Alita: Fallen Angel (Падший ангел)                |
| Гали и новый оператор Лу Коллинс стали хорошими подругами. В качестве дополнительного средства обратной связи на столе у Лу стоит маленькая дистанционно управляемая тибийная кукла, изображающая Гали. Она также знакомится с известным диджеем Хаосом — владельцем «Радио Хаос» и сыном профессора Десути Нова. Выясняется, что в Хаоса вживлен мозг гигантского киборга-кентавра по имени Дэн (電), тело которого управляется дистанционно и который является главарём банды Bar Jack (バージャック, киридзи: Ба: Дзякку). Именно эта банда известна своими нападениями на поезда, фермы и шахты, снабжающие Салем сырьём и продуктами питания. Дэн, поставивший своею целью борьбу с Салемом, втайне строит огромную пушку. Он хочет сбить верхний город, а тот факт, что падающий Салем похоронит под собой весь нижний город вместе с жителями, его даже радует, так как при этом будут уничтожены все «предатели» и фабрики, работающие на Салем. Диджей Хаос, узнавший эти новости, решает выйти в эфир в последний раз и уговорить Дэна не стрелять в Салем, а заодно на всякий случай предупредить жителей обоих городов об опасности. | | | | |
| 09 | 24 июля 1995 | ISBN 4-08-875079-9 | 1998 год | ISBN 1-56931-293-1 |
| - Fight 48: No Problem (яп. 脳プロブレム Nō Puroburemu) - Challenge 1: Revelation - Fight 49: Ouroboros II (яп. 夢とハート Yume to Hāto) - Challenge 2: Gun Dreams - Fight 50: Last Blade (яп. 鋼鉄の主 Kōtetsu no Aruji) - Challenge 3: Fortune - Fight 51: Epitaph (яп. 陽子崩壊 Yōko Hōkai) - Challenge 4: Memory - Final Fight: Conquest (яп. ザレム征服 Zaremu Seifuku) - Challenge 5: Conquest - Epilogue | - Fight 48: No Problem (яп. 脳プロブレム Nō Puroburemu) - Challenge 1: Revelation - Fight 49: Ouroboros II (яп. 夢とハート Yume to Hāto) - Challenge 2: Gun Dreams - Fight 50: Last Blade (яп. 鋼鉄の主 Kōtetsu no Aruji) - Challenge 3: Fortune - Fight 51: Epitaph (яп. 陽子崩壊 Yōko Hōkai) - Challenge 4: Memory - Final Fight: Conquest (яп. ザレム征服 Zaremu Seifuku) - Challenge 5: Conquest - Epilogue | - Fight 48: No Problem (яп. 脳プロブレム Nō Puroburemu) - Challenge 1: Revelation - Fight 49: Ouroboros II (яп. 夢とハート Yume to Hāto) - Challenge 2: Gun Dreams - Fight 50: Last Blade (яп. 鋼鉄の主 Kōtetsu no Aruji) - Challenge 3: Fortune - Fight 51: Epitaph (яп. 陽子崩壊 Yōko Hōkai) - Challenge 4: Memory - Final Fight: Conquest (яп. ザレム征服 Zaremu Seifuku) - Challenge 5: Conquest - Epilogue | - Оригинальное название тома: Gunnm: Conquest (яп. ザレム征服, «Поход») - Название Viz: Battle Angel Alita: Angel’s Ascension (Вознесение ангела)                 | - Оригинальное название тома: Gunnm: Conquest (яп. ザレム征服, «Поход») - Название Viz: Battle Angel Alita: Angel’s Ascension (Вознесение ангела)                 |
| Гали, захваченная в плен профессором Новой и погружённая в виртуальные грёзы, неожиданно очнулась на операционном столе. Диджей Хаос лежит связанный на соседнем столе — за отказ сотрудничать. Вырубив охранника, Гали узнала, что пока она была в виртуальной реальности, её успели предать: Нова решил посмеяться над Салемом, переключив её канал связи на свой монитор, но в ответ ему неожиданно предложили вернуться, причем на почётных условиях, а Гали оставить себе. Профессор согласился. Разъярённая Гали чуть было не убила Десути, но решила спросить, почему Идо пять лет назад стёр себе всю память, включая воспоминания о Гали. Что за ужасный секрет Салема он узнал? После рассказа профессора, все кто смотрел это онлайн-видео из Салема, включая начальника Бюро, предложившего сделку профессору, были почти немедленно подвергнуты «чистке». | | | | |

## ВерсияComplete Edition
Первоначальная версия манги Gunnm и GUNNM: Gaiden позже были объединены и вошли в полную официальную японскую версию, известную как Complete Edition (銃夢 完全版), при этом получившиеся 12 томов были переразбиты на 6 томов и выпущены в формате «люкс» (отсюда альтернативе название — De Lux Edition), с дополнительными материалами и иллюстрациями, включая Gunnm: 3D CG — Movie, а также скетчи к игре Gunnm: Memories of Mars. Кроме того, в Complete Edition в связи с выходом продолжения Gunnm: Last Order, была удалена концовка с эпилогом, и история обрывается на ловушке в которую попала Гали ехавшая на багги.
Существует, так же определение Space Edition, которое полуофициально использовалось в интервью в журнале Ultra Jump по отношению к игре Gunnm: Memories of Mars.
Для Complete Edition Юкито Кисиро создал дополнительные иллюстрации в 3D-редакторах с последующей обработкой в графическом редакторе.

### Список глав
| № | Дата публикации | ISBN               |
| --- | --------------- | ------------------ |
| 1 | Декабрь 1998    | ISBN 4-08-782576-0 |
| Доктор Идо — изгнанник из Небесного Города, врач, открывший свою клинику для киборгов, а также охотник за головами, ловящий преступников за награду. Однажды находит на свалке мусора, сброшенного из Небесного города, останки киборга-гиноида из безволосой головы и груди с шеей. Принеся их к себе в клинику, он обнаруживает, что у неё каким-то чудом уцелел мозг, который находится в спячке. Притом, что на вид эта модель из тех, что делали 200—300 лет назад. После того как Идо удалось вывести её мозг из спячки, он обнаружил у девушки амнезию, и, после некоторых раздумий, дал ей имя своей покойной кошки — Гали. Через некоторое время, Гали случайно узнав, что доктор Идо является охотником за головами, а сама она неизвестно откуда владеет panzer kunst, решает стать одним из охотников и ловить преступников. |                 |                    |
| 2 | Февраль 1999    | ISBN 4-08-782579-5 |
| Однажды Гали, в поисках опасного преступника случайно забрела на заброшенную фабрику, и пришла в полный восторг, обнаружив цветочную поляну полную цветов! Светило солнце, дул лёгкий свежий ветерок, разносящий дивный аромат цветов, а Гали, пребывая в романтическом настроении, лежала на цветочной поляне, любуясь цветами, небом и бабочками. Настроения совпали с тем, что на поляне случайно оказался парень, с которым тут же завязалось знакомство, и он повёл её на крышу любоваться видом на Салем… Она не знала, что Юго вместе с двумя другими малолетними преступниками вооружённый тяжёлым двуручным топором, занимается тем, что под видом торговцев смазкой, нападают на киборгов со спины, а затем, вынув их спинной мозг, анонимно вызывают им врача. Гали пребывала в романтических мечтах, и только мысль о том что у неё нечеловеческое тело, омрачала её жизнь. Мысль, которая порой портила ей настроение до слёз, и от которой она во время охоты на преступников, совершала действия на грани самоубийства, но стоило её узнать о появлении Юго, как она снова улыбалась и радовалась жизни. Ну а Юго, мечтал попасть в Салем, и был готов ради этого на любые преступления, ведь сам Вектор ему обещал, что за десять миллионов он сможет попасть в Салем. Но однажды одиноким прохожим, которого они заманили в ловушку, оказался профессиональный охотник за головами, в результате схватки с которым помощники Юго погибли, а с Юго с него самого оказалась сорвана маска, и вдобавок он получил ранение в плечо. И хоть ему и удалось убежать, но его личность была идентифицирована, установлена связь с другими преступлениями, а за его голову назначена награда в 80000. Новость об этом крайне расстроила Гали, являющуюся охотником за головами. |                 |                    |
| 3 | Апрель 1999     | ISBN 4-08-782584-1 |
| Гладиаторские бои и моторбол — два самых популярных зрелища в нижнем городе. Когда-то Гали не интересовалась ни ареной, ни моторболом, но это в прошлом, а сейчас она сама участвует в игре в моторбол, и делает впечатляющие успехи — она, играя всего несколько недель, уже попала во вторую лигу моторбола, и теперь стремится в высшую. Более того, она бросила вызов самому непобедимому чемпиону моторбола королю Дзясюгану (ジャシュガン). Она не знает, что Дзясюган, личным врачом которого с недавних пор является Идо, смертельно болен — у него всё чаще и чаще встречаются приступы, во время в которых он впадает на короткое время в кому (прекращается мозговая активность). И один из матчей едва не закончился тем, что он впал в кому прямо во время игры, от чего он, предчувствуя, что однажды всё может этим закончиться, решил дать свой прощальный матч, матч в котором он выйдет против пяти игроков, одна из которых — Гали. |                 |                    |
| 4 | Август 1999     | ISBN 4-08-782588-4 |
| Прошло два года с прощального матча непобедимого чемпиону моторбола короля Дзясюгана (ジャシュガン). Гали после того матча покинула моторбол и теперь ведёт мирную жизнь, поёт и играет на пианино в баре «Канзас». Мирную жизнь вёл и Запан (Zapan), который влюбился в добрую девушку, не любящую насилия, живое воплощение гуманности и милосердия. Он работал вместе с ней в благотворительной организации, разливая суп бездомным, пока однажды случайно не увидел прямой репортаж прощального матча Дзясугана. Во время просмотра, он вдруг впал в истерику, и, размахивая руками, нечаянно попал своей рукой боевой модели, оставшейся ещё со времён, когда он охотился за преступниками, по голове своей девушки пытавшейся его успокоить, снеся ей голову. Это случилось, после того он узнал в одном из игроков Гали, которая когда-то ему начисто снесла лицо из-за Юго, которой он теперь мечтает отомстить. К сожалению, Гали больше не имеет тело киборга-берсеркера, так как во время игр в моторбол использовала другое тело, а её покойный тренер по моторболу до того как был убит, перед тем матчем, фанатом-болельщиком, приняв на себя выстрел из самопала предназначенный Гали, успел в тайне от неё то ли продать то ли заложить это тело. На следующий день, после того матча, было ещё одно покушение на Гали, когда она получила пулю в голову, но выжила, а затем и победила стрелка, бросившего ей вызов. На фоне всех этих событий она получила письмо от своего бывшего спортивного врача-механика, в котором сообщается, что теперь телом киборга-берсеркера владеет некий Десути Нова. |                 |                    |
| 5 | Декабрь 1999    | ISBN 4-08-782589-2 |
| Прошло уже десять лет с тех пор как Гали открыла жёлтую дверь в виртуальной комнате и согласилась стать форсированным агентом Салема, чтобы найти Идо, которого когда-то пообещал реанимировать Десути увезя его труп с собой. Главная цель её миссии, как агента — это найти профессора Десути Нова, когда-то сбежавшего из Залема. А сейчас она уже сопровождает вместе с остальной охраной поезд, поставляющий пищевые продукты и сырьё с ферм и шахт в Салем. Так как участились случаи нападений на поезда вооружённой банды, имеющей собственную бронетехнику. По слухам именно профессор Десути поставляет этой банде оружие, изготовленное по забытым технологиям. |                 |                    |
| 6 | Август 2000     | ISBN 4-08-782594-9 |
| Хаос и Дэн (電) — как Джекилл и Хайд, две сущности неразрывные и разделённые одновременно. Когда-то их отец профессор Десути Нова, узнав о том, что его сын Хаос, страдает раздвоением личности, которое выражается в том, что у него бывают приступы, во время которых добрый Хаос, превращается в злобного Дэна, а, придя в себя ничего, не помнит и не подозревает, разделил их. Разделил, дав Дэну другое тело — тело киборга управляемого по радио, притом, что его мозг по-прежнему находится у Хаоса. В результате у Хаоса прекратились приступы, но раздвоение личности стало постоянным. Прошли годы, Дэн, покинувший город, сколотил себе банду, а затем обзавёлся новым телом — телом гигантского киборга-кентавра, притом, что его мозг по-прежнему находится у Хаоса. Банда выросла до размеров армии и обзавелась тяжёлой бронетехникой, а сам Дэн стал лидером и кумиром тех, кто ненавидит паразитический Салем, сосущий все соки из шахт и полей на Земле, презирая всех тех, кто не принадлежит к числу граждан и живёт на поверхности. Дэн, мечтая уничтожить Салем, и всех тех, кто служит Салему, работая на его фабриках, фермах, шахтах и поездах, строит колоссальную пушку, чтобы сбить Салем на Город Свалки Металлолома. Уничтожив тем самым как его граждан, так и тех, кто кого считает предателями, просто за то, что они живут в городе под ним. Диджей Хаос узнавший как о пушке, так и о том, что мозг Дэна где-то в его теле, решает выйти в эфир в последний раз, чтобы уговорить Дэна, не сбивать Салем, а за одной на всякий случай предупредить жителей нижнего и небесного городов об угрожающей им опасности. А Гали, недавно получившая, в качестве обратной связи с новым оператором по имени Лу Коллинс, ставшей ей хорошей подругой, получила ещё одно тело — тело маленькой дистанционно управляемой тибийной куклы на столе оператора, получает приказ продолжать поиски профессора Десути Новы. |                 |                    |

## Gunnm: Mars Chronicle

### Список глав
| № | Дата публикации      | ISBN                                                                |
| --- | -------------------- | ------------------------------------------------------------------- |
| 1 | 22 мая 2015 года     | ISBN 978-4-06-377195-4                                              |
| - LOG：001 "Марсианское сироты" (яп. 火星の孤児 касэи но кодзи) - LOG：002 "Девочки" (яп. 少女たち сёудзё) - LOG：003 "Безмолвный корпус" (яп. 無言兵団 мугон хэидан) - LOG：004 "Побег" (яп. 脱出行 да:сюцукоу) - LOG：005 "Дорога беженцев" (яп. 難民街道 нанмин каидоу) - LOG：006 "Купольный долг" (яп. 天蓋の使命 тэнгаи но симэи)                                                             |                      |                                                                     |
| 2 | 20 ноября 2015 года  | ISBN 978-4-06-377357-6                                              |
| - LOG：007 "At the Ruins of Mamiana" (яп. マミアナ跡にて Mamiana Ato nite) - LOG：008 "Dasein Undercover" (яп. ダーザインの潜在 Dāzain no Senzai) - LOG：009 "Einherjar" (яп. 英霊団 Einheruyaru) - LOG：010 "Bombproof Armored Interrogation Cell" (яп. 対爆装甲尋問室 Taibaku Sōkō Jinmonshitsu) - LOG：011 "Aliens on Mars" (яп. 火星の異邦人 Kasei no Ihōjin) - Мукай: Мир тумана (霧界, Mukai) |                      |                                                                     |
| 3 | 22 июля 2016 года    | ISBN 978-4-06-377488-7                                              |
| - LOG：012 "Мой дом" (яп. 私のお家 Watashi no O Uchi) - LOG：013 "Загадочный человек в маске" (яп. 仮面の怪人 Kamen no Kaijin) - LOG：014 "Шанс встретить злодея" (яп. うなるギロチンベルト Unaru Girochin Beruto) - LOG：015 "Под маской" (яп. ふたりきり Futari kiri) - LOG：016 "Честь ученика зла" (яп. 悪の城 Aku no Shiro)                                                                    |                      |                                                                     |
| 4 | 23 мая 2017 года     | ISBN 978-4-06-393195-2                                              |
| - LOG：017 "Изучение и применение окаменения" (яп. 石化の研究と応用 Sekika no Kenkyū to Ōyō) - LOG：018 "Поиски сокровищ" (яп. 秘宝探索 Hihō Tansaku) - LOG：019 "Женщина из замка" (яп. 城の女 Shiro no Onna) - LOG：020 "Шавка Эдома" (яп. エドムの犬 Edomu no Inu) - LOG：021 "Грёзы молодого Итала" (яп. 若きイタルの悩み Wakaki Itaru no Nayami)                                               |                      |                                                                     |
| 5 | 22 декабря 2017 года | ISBN 978-4-06-510608-2                                              |
| - LOG：022 "Исповедь личинки" (яп. ウジ虫の告白 Ujimushi no Kokuhaku) - LOG：023 "Смерть юного Итала" (яп. 若きイタルの死 Wakaki Itaru no Shi) - LOG：024 "Ночь песчаной бури" (яп. 砂嵐の夜 Habūbu no Yoru) - LOG：025 "Кое-что важное" (яп. 大切なはなし Taisetsu na Hanashi) - LOG：026 "Душа странника" (яп. ゴロツキ魂 Gorotsuki Damashii)                                                     |                      |                                                                     |
| 6 | 21 ноября 2018 года  | ISBN 978-4-06-512862-6                                              |
| - LOG：027 "Об этом пел Элтон Джон" (яп. エルトン・ジョンはかく歌えり Eruton Jon wa Kaku Utaeri) - LOG：028 "Настоящие чувства" (яп. ほんとうの気持ち Hontō no Kimochi) - LOG：029 "Ritual of Succession" (яп. 継承の儀 Keishō no Gi) - LOG：030 "Muster's Tears" (яп. ムスターの涙 Musutā no Namida) - LOG：031 "Goodbye, Muster" (яп. さよならムスター Sayonara Musutā)                           |                      |                                                                     |
| 7 | 20 ноября 2020 года  | ISBN 978-4-06-519223-8                                              |
| - LOG：032 "New Meetings" (яп. 新たなる出会い Arata Naru Deai) - LOG：033 "Big Madam" (яп. ビッグマダム Biggu Madamu) - LOG：034 "The Secret Workshop" (яп. 秘密の工房 Himitsu no Kōbō) - LOG：035 "Spake the Minstrels" (яп. 吟遊詩人曰く Gin'yū Shijin Iwaku) - LOG：036 "The Terrors" (яп. 恐ろしき者たち Osoroshiki Mono Tachi)                                                                 |                      |                                                                     |
| 8 | 22 ноября 2021 года  | ISBN 978-4-06-525955-9                                              |
| - LOG：037 "A Bolt from the Blue" (яп. 青天の霹靂 Seiten no Hekireki) - LOG：038 "This Is How You Strike a Deal!" (яп. これが取引ってヤツさ!! Kore ga Dīru tte Yatsu sa!!) - LOG：039 "The Wiseheart Report" (яп. ワイズハート論文 Waizuhāto Repōto) - LOG：040 "Gyapollo Attacks" (яп. ジャポロ強襲 Japoro Kyōshū) - LOG：041 "Jakoleva's Counterattack" (яп. 逆襲のヤコレワ Gyakushū no Yakorewa) |                      |                                                                     |
| 9 | 22 ноября 2022 года  | ISBN 978-4-06-530199-9 ISBN 978-4-06-530219-4 (специальное издание) |
| - LOG：042 "The Legendary Atmospheric Entry" (яп. 大気圏突入伝説 Taikiken Totsunyū Densetsu) - LOG：043 "Not a Prisoner" (яп. 虜囚に非ず Ryoshū ni Arazu) - LOG：044 "A Means, but Not a Way" (яп. 術あれど道なし Jutsu Aredo Michi Nashi) - LOG：045 "Crybaby Backup" (яп. 泣き虫な助っ人 Nakimushi na Suketto) - LOG：046 "Tunnel Strategy" (яп. 隧道作戦 Zuidō Sakusen)                          |                      |                                                                     |
| 10 | 23 апреля 2024 года  | ISBN 978-4-06-535282-3                                              |
| - LOG：047 "Mystery" (яп. 奥義 Gehaimunisu) - LOG：048 "Armor-piercing Explosive Fist" (яп. 徹甲爆轟拳 Burehhyenshurāgen) - LOG：049 "A mantis ax in my heart" (яп. 心に蟷螂の斧 Kokoro ni Tōrō no Ono) - LOG：050 "Report" (яп. 報告書 Hōkokusho) - LOG：051 "Duel Despair Valley" (яп. 決闘絶望谷 Kettō Zetsubō Koku)                                                                             |                      |                                                                     |